# 琉璃瓦

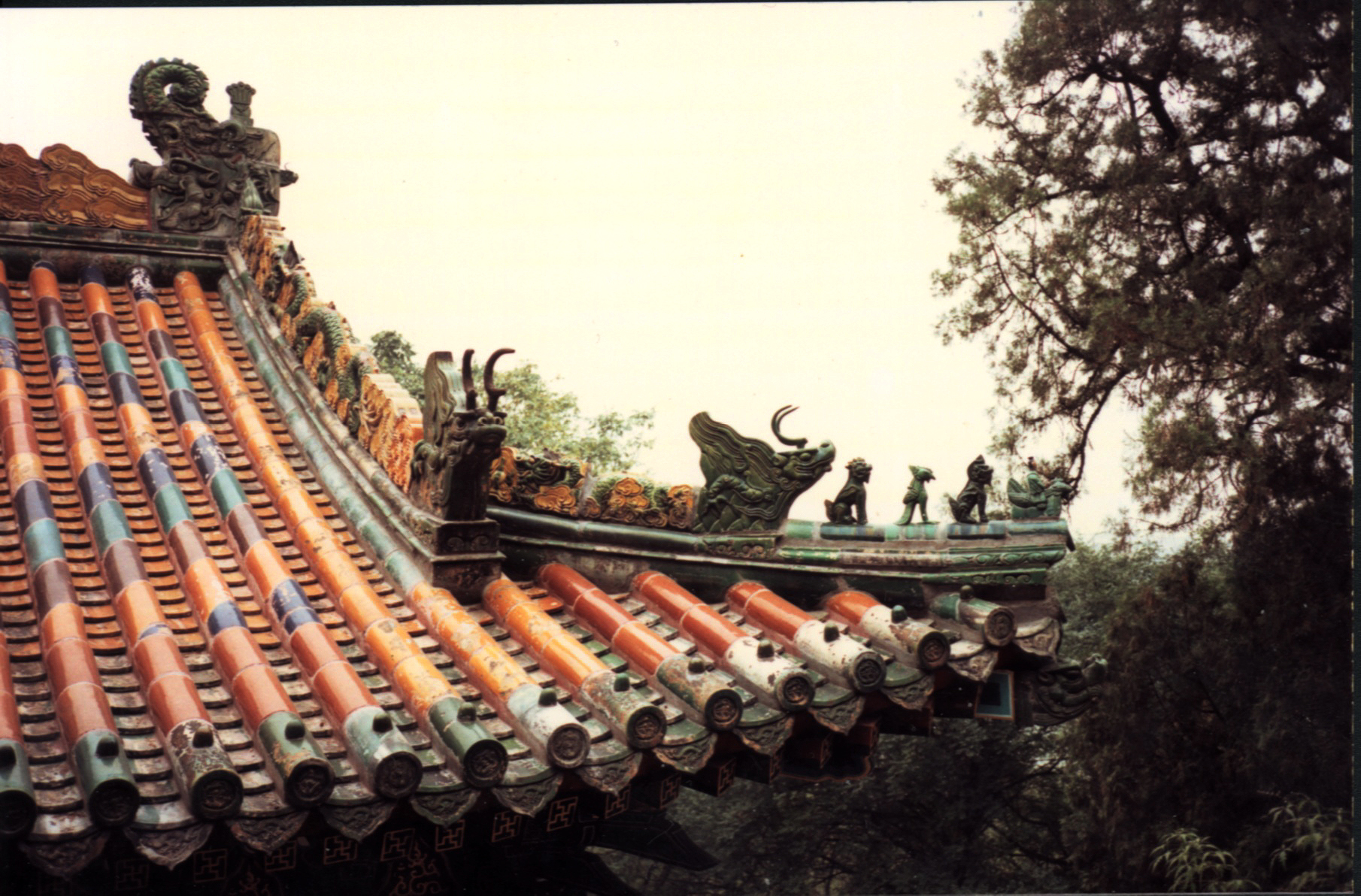
琉璃筒瓦，琉璃檐口筒瓦，琉璃板瓦，琉璃檐口板瓦，琉璃龙正脊、龙垂脊，琉璃龙头正吻，琉璃走兽

琉璃瓦，也作瑠璃瓦，是中国古代建筑中重要的瓦作建材。琉璃瓦的主要特点为其表面覆有一层釉，因此可以呈现出各种颜色。琉璃瓦在唐朝已普遍用于屋顶，杜甫《越王楼歌》诗云“孤城西北起高楼，碧瓦朱甍照城郭”。到明代、清代，琉璃瓦更是宫殿、王府、祭祀建筑和庙宇的屋顶必不可少的建筑材料，成为中国古代建筑特色之一。
琉璃瓦亦傳至東亞其他地區（日本、朝鮮半島、越南），《續日本紀》記載，767年（日本奈良時代），平城京的東院玉殿屋頂以琉璃瓦建造。

## 种类
琉璃瓦按形式分为：
- 琉璃筒瓦：用于宫殿高级亭榭。与瓦的主轴垂直的截面，呈半圆弧形，制造时将瓦坯土包围在筒装木模上制成筒状坯，分切两半，入窑烧制而成。
- 琉璃檐口筒瓦：用于屋檐口的琉璃筒瓦，一头呈半圆弧形，在靠近半圆弧的一头，有钉孔，供固定檐口琉璃筒瓦之用；另一头则是有花纹装饰的圆形瓦当。
- 琉璃板瓦：用于中等档次建筑。与主轴垂直的截面呈1/4（宋式）或1/6（清式）圆弧形，将筒状坯分切成四片或六片后烧制成。
- 琉璃片瓦：用于皇家庙宇
- 琉璃檐口板瓦：用于装饰檐口的琉璃板瓦，一头呈1/4圆弧形，靠屋檐的一头则有垂尖式或鱼唇式装饰。
- 琉璃当沟瓦：用于屋顶两坡相交处。
- 琉璃正吻：用于屋顶正脊与垂脊相交处，多为龙头式样。
- 琉璃走兽：铺盖在垂脊下端，有龙、凤、狮子、海马、天马、狻猊、押鱼、牛、獬豸、行杂等。

## 规格
按清制琉璃瓦原有十样由一至十，但一样、十样不用，只用二样至九样。
| 琉璃筒瓦 | 长度（尺） | 直径（寸） | 厚度（分） |
| -------- | ---------- | ---------- | ---------- |
| 二样     | 1.25       | 6.5        | 6.5        |
| 三样     | 1.15       | 6          | 6          |
| 四样     | 1.1        | 5.5        | 5.5        |
| 五样     | 1.05       | 5          | 5          |
| 六样     | 9.5        | 4.5        | 4.5        |
| 七样     | 0.9        | 4          | 4          |
| 八样     | 0.85       | 3.5        | 3.5        |
| 九样     | 0.8        | 3          | 3          |

| 琉璃板瓦 | 长度（尺） | 宽度（寸） | 厚度（分） |
| -------- | ---------- | ---------- | ---------- |
| 二样     | 1.35       | 1.1        | 6.5        |
| 三样     | 1.25       | 10         | 6          |
| 四样     | 1.2        | 9.5        | 5.5        |
| 五样     | 1.15       | 8.5        | 5          |
| 六样     | 1.05       | 7.5        | 4.5        |
| 七样     | 1          | 7          | 4          |
| 八样     | 0.95       | 6.5        | 3.5        |
| 九样     | 0.9        | 6          | 3          |

## 颜色
清代对不同等级的建筑，所用的琉璃瓦有严格的规定。
- 黄琉璃瓦：用于帝王宫殿、陵庙，如北京故宫，明十三陵等。
- 绿琉璃瓦：用于王府。
- 青琉璃瓦：用于祭祀建筑，如天坛祈年殿，屋顶铺纯青琉璃瓦，象征青天。
- 黑琉璃瓦、紫琉璃瓦等多用于帝王园林中的亭台楼榭。

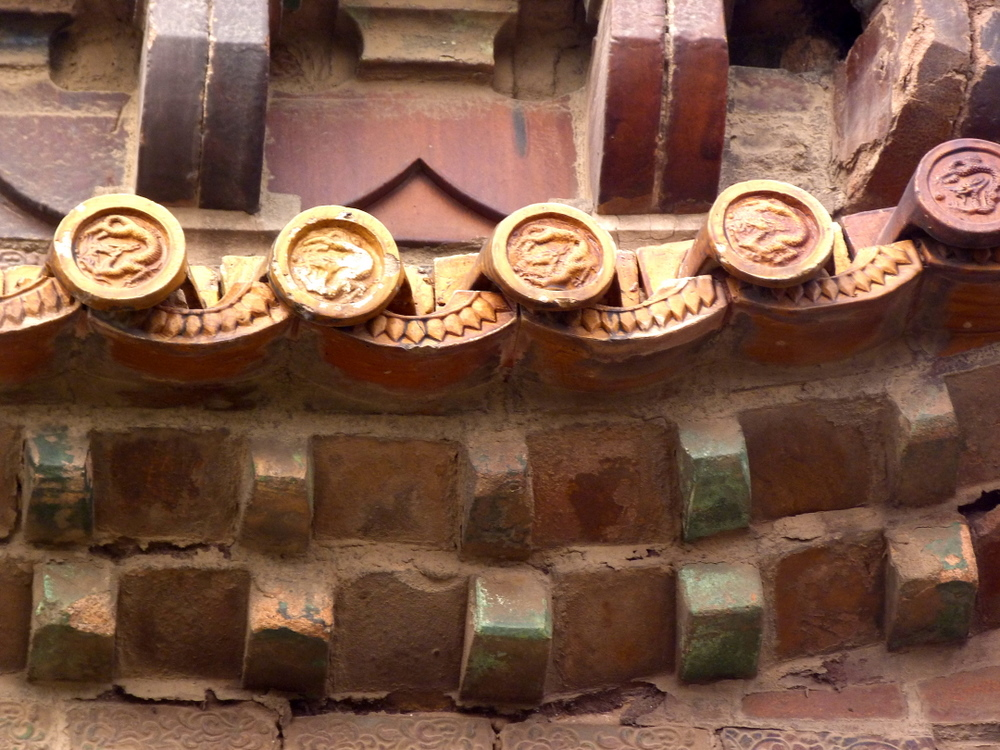
宋代开封铁塔琉璃瓦
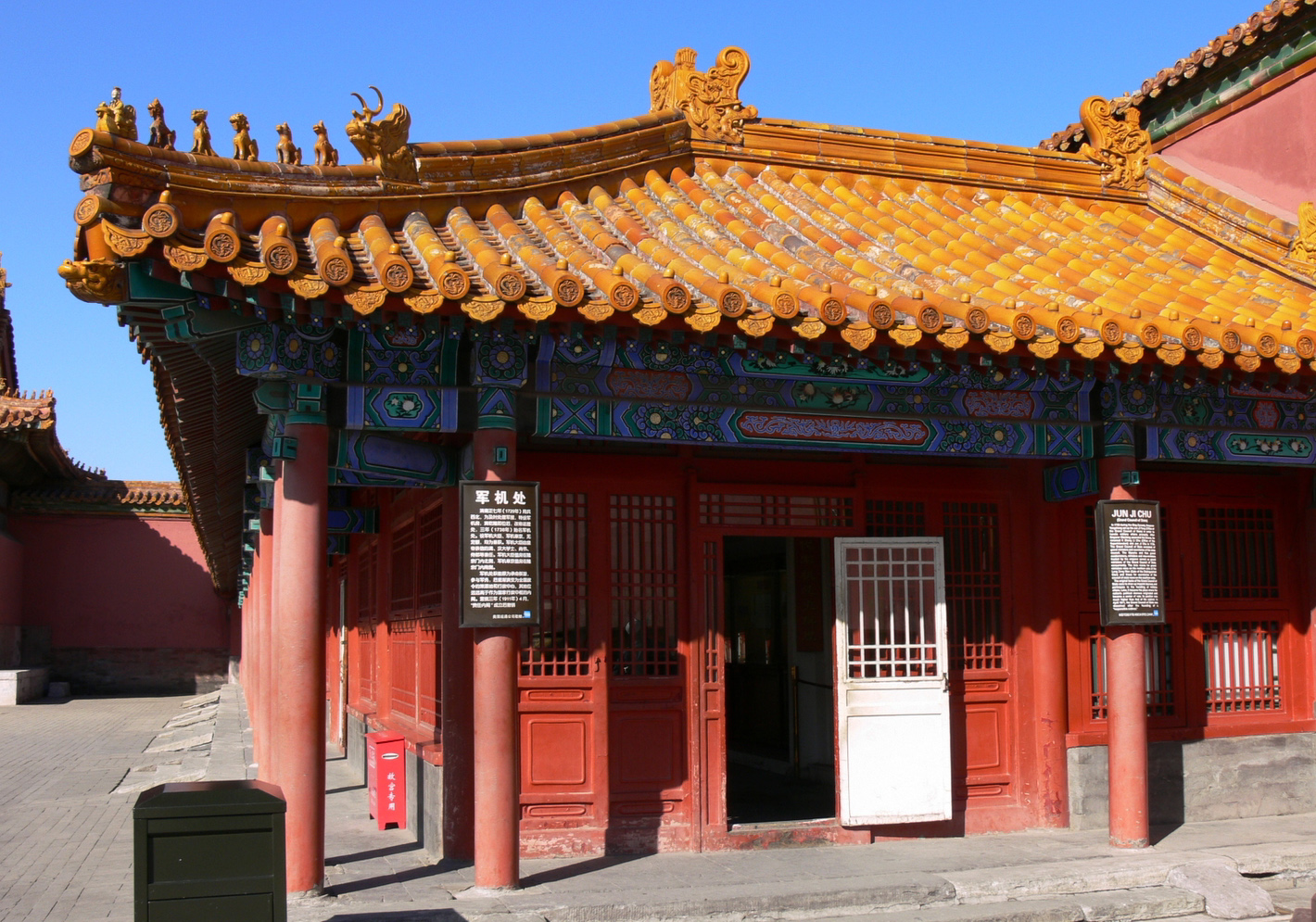
故宫军机处琉璃瓦
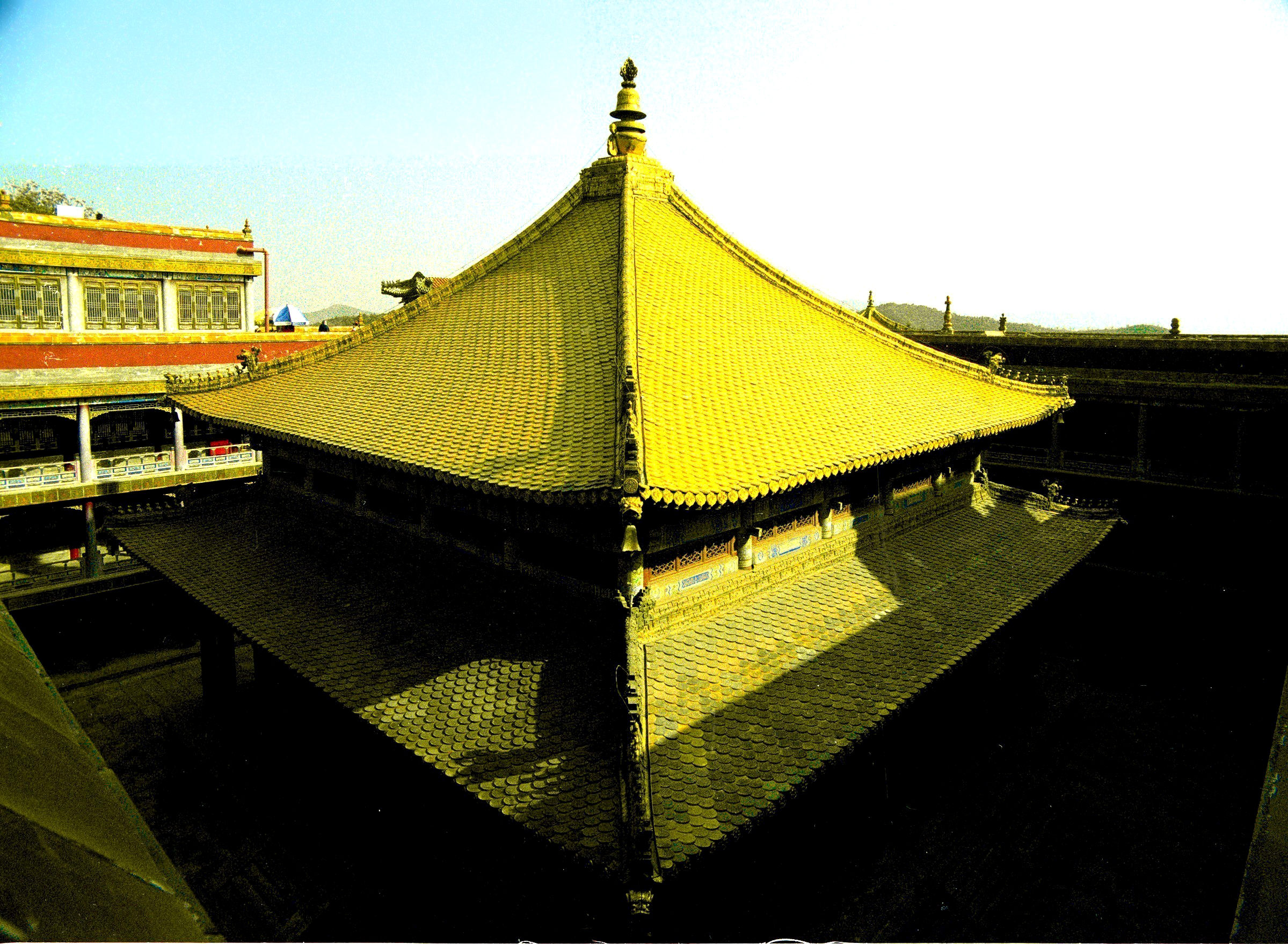
承德普陀宗乘之庙万法归一大殿琉璃片瓦屋顶
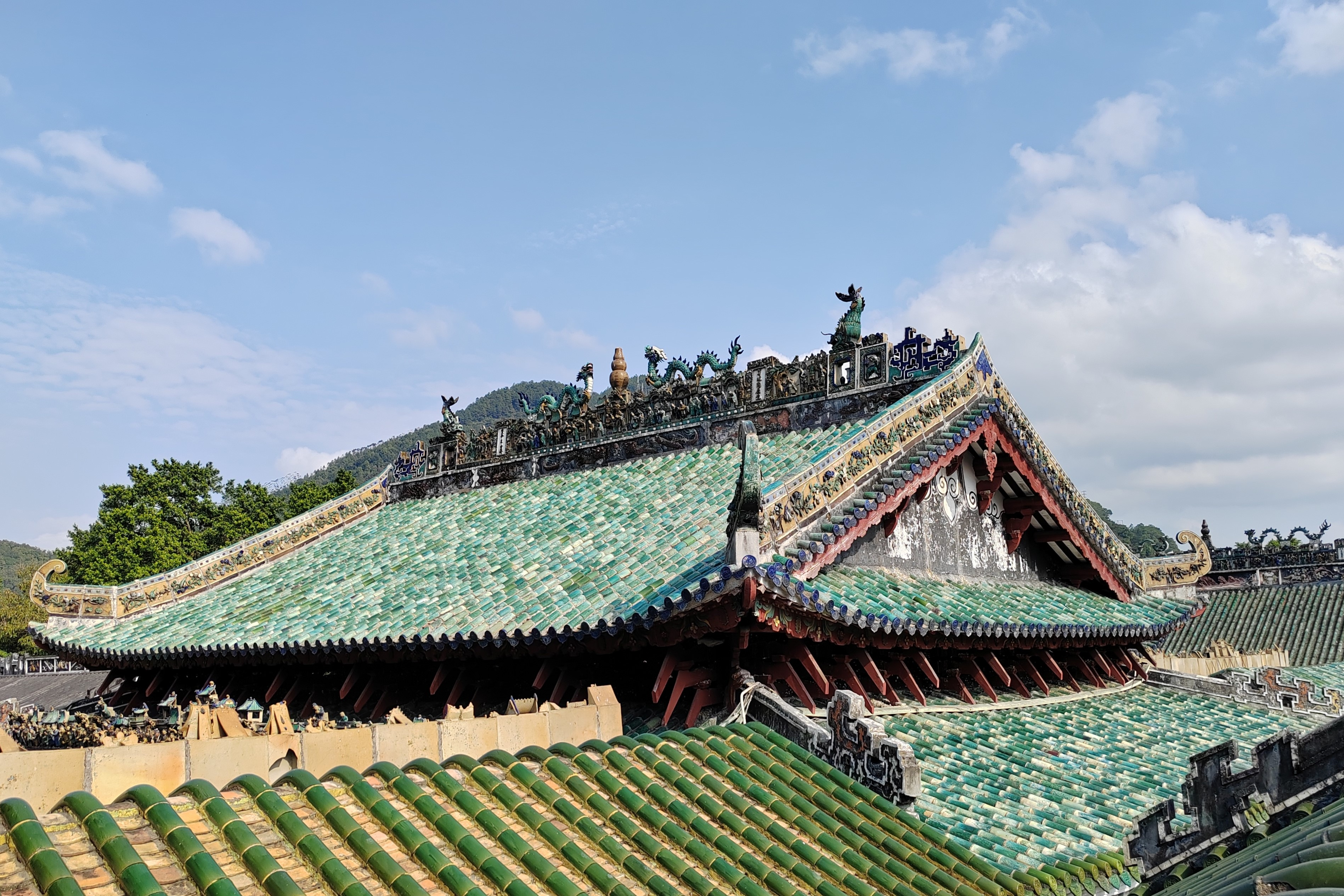
绿琉璃瓦
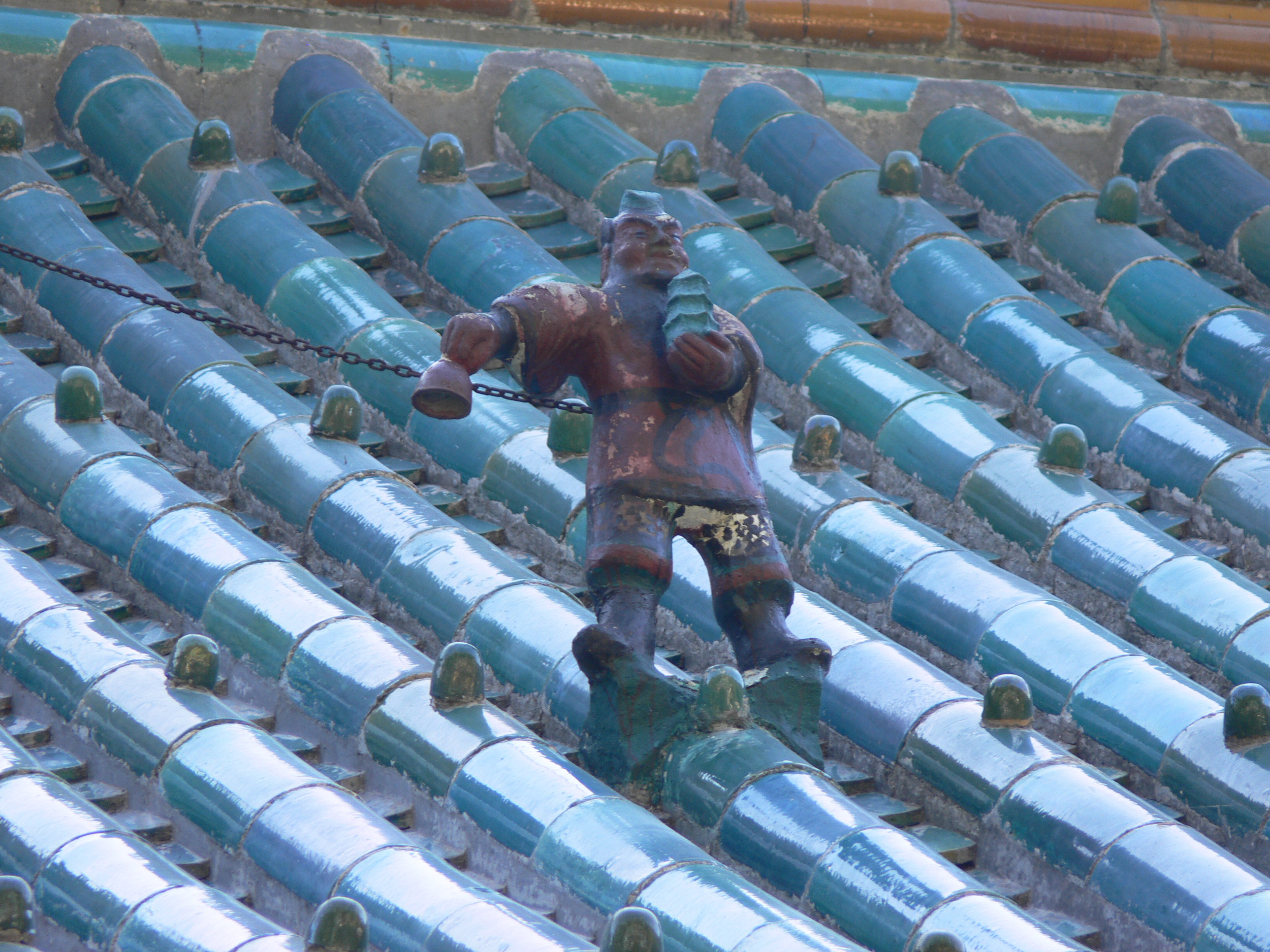
武当山紫霄宫青琉璃瓦
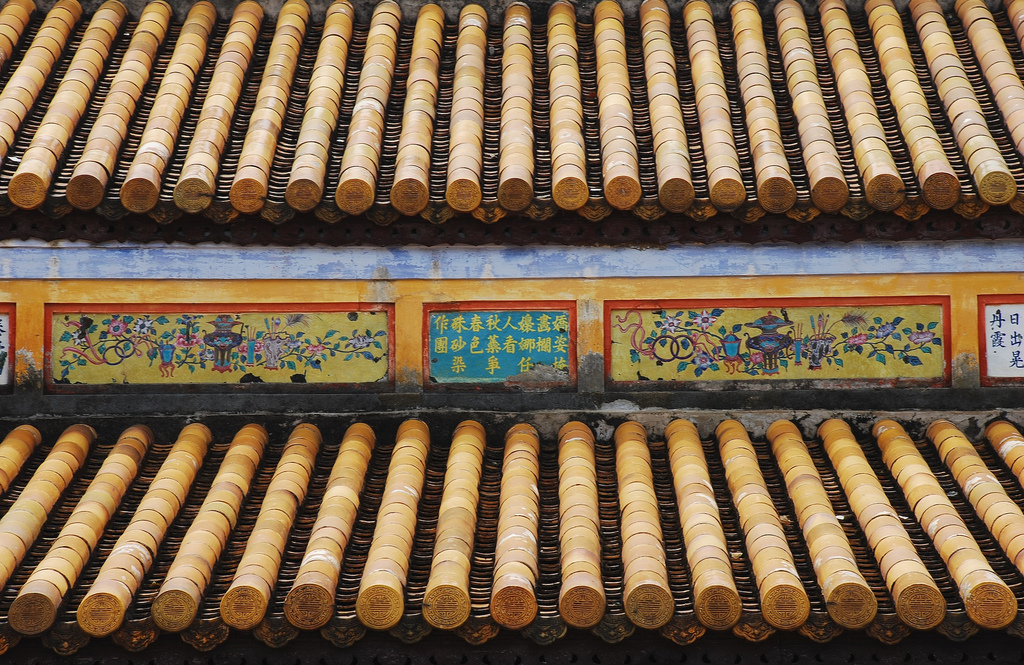
越南順化的琉璃瓦
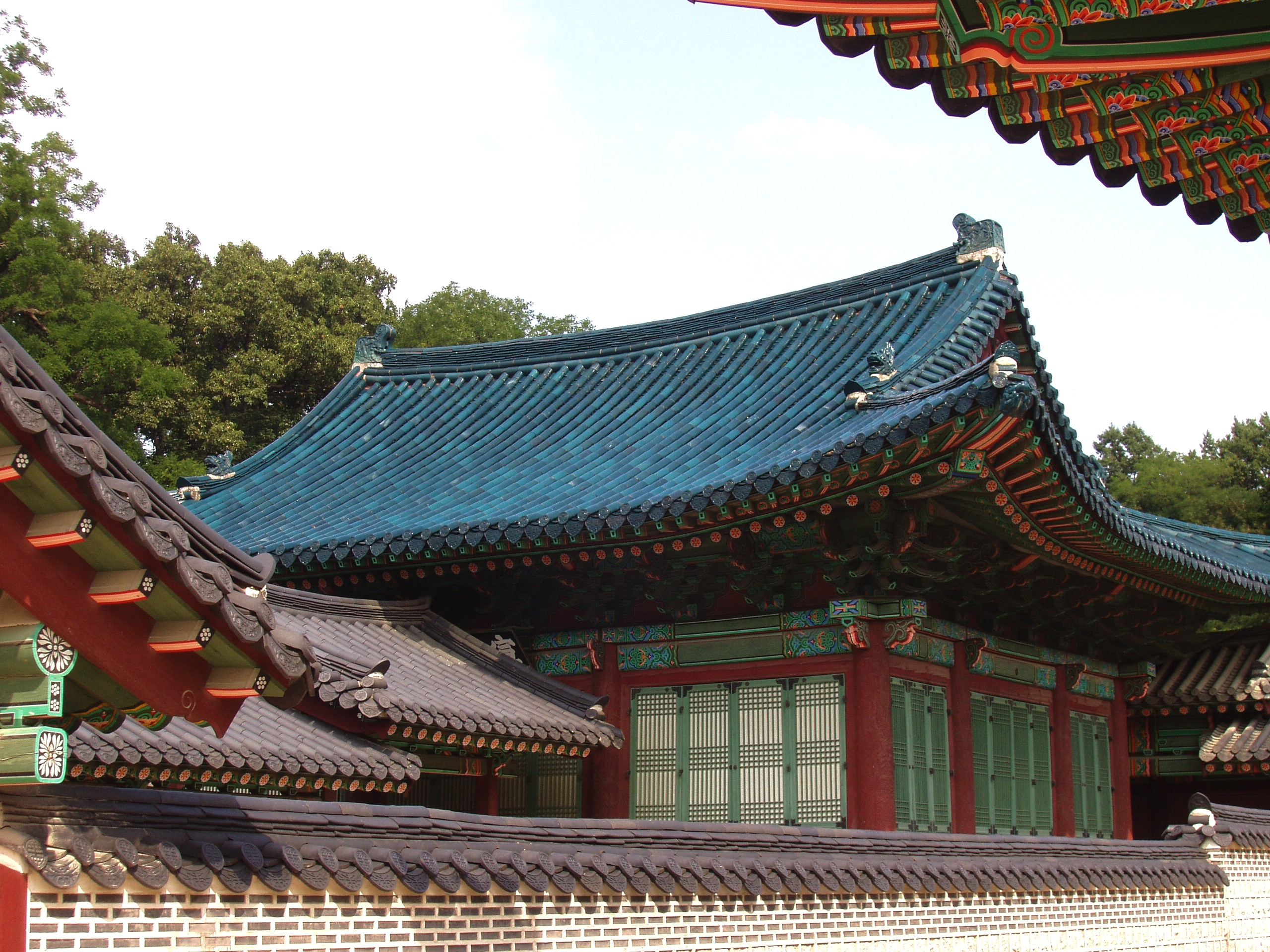
韓國昌德宮宣政殿屋頂鋪上藍色琉璃瓦
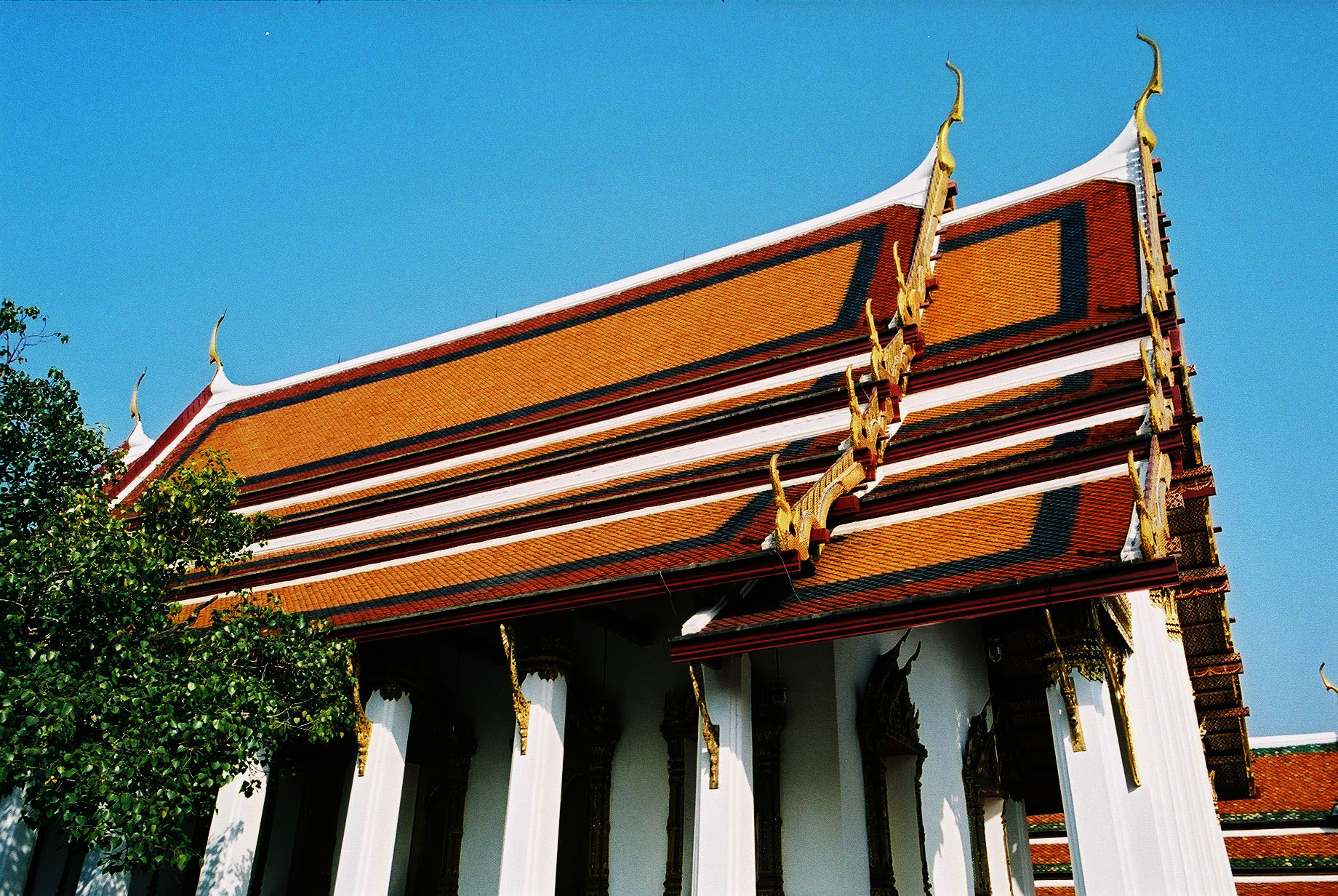
曼谷玉佛寺琉璃瓦屋顶

## 铺设
先以细木铺成柴栈，上敷胶泥层和石灰层防水层；在防水层上，横向並排平铺琉璃板瓦，凸面朝下，上下重叠铺设，宋代以“压四露六”为准，即第二块琉璃板瓦压盖下面第一块琉璃板瓦的上十分之四，暴露十分之六，第三块琉璃板瓦，又向上移动十分之六压盖第二块琉璃板瓦的十分之四，如此类推。第一块板瓦必须用檐口琉璃板瓦。
清制则以“压七露三”为准。即第二块琉璃板瓦压盖下面第一块琉璃板瓦的上十分之七，暴露十分之三，第三块琉璃板瓦，向上移动十分之三压盖第二块琉璃板瓦的十分之七，如此类推。
宋制和清制铺盖板瓦的方式，最大的不同点，在于宋制铺法不可能三瓦重叠：第三瓦和第一瓦之间，有瓦长十分之四的间隙，假如中间第二块琉璃板瓦破裂，屋顶可能漏水。清制铺法，四瓦重叠，第三瓦覆盖第一瓦十分之四，第四瓦仍覆盖第一瓦十分之一，即使第二瓦破裂，或第三瓦破裂，或第二、第三瓦同时破裂，仍不漏水。清制铺法，用瓦虽多，但安全性高。
铺盖琉璃板瓦之后，高档次屋宇，在两陇琉璃板瓦交接线，反扣琉璃筒瓦，屋檐口则用檐口琉璃筒瓦，用琉璃瓦钉固定。中档次房屋，在两陇琉璃板瓦交接线，反扣琉璃板瓦。

## 琉璃瓦制造

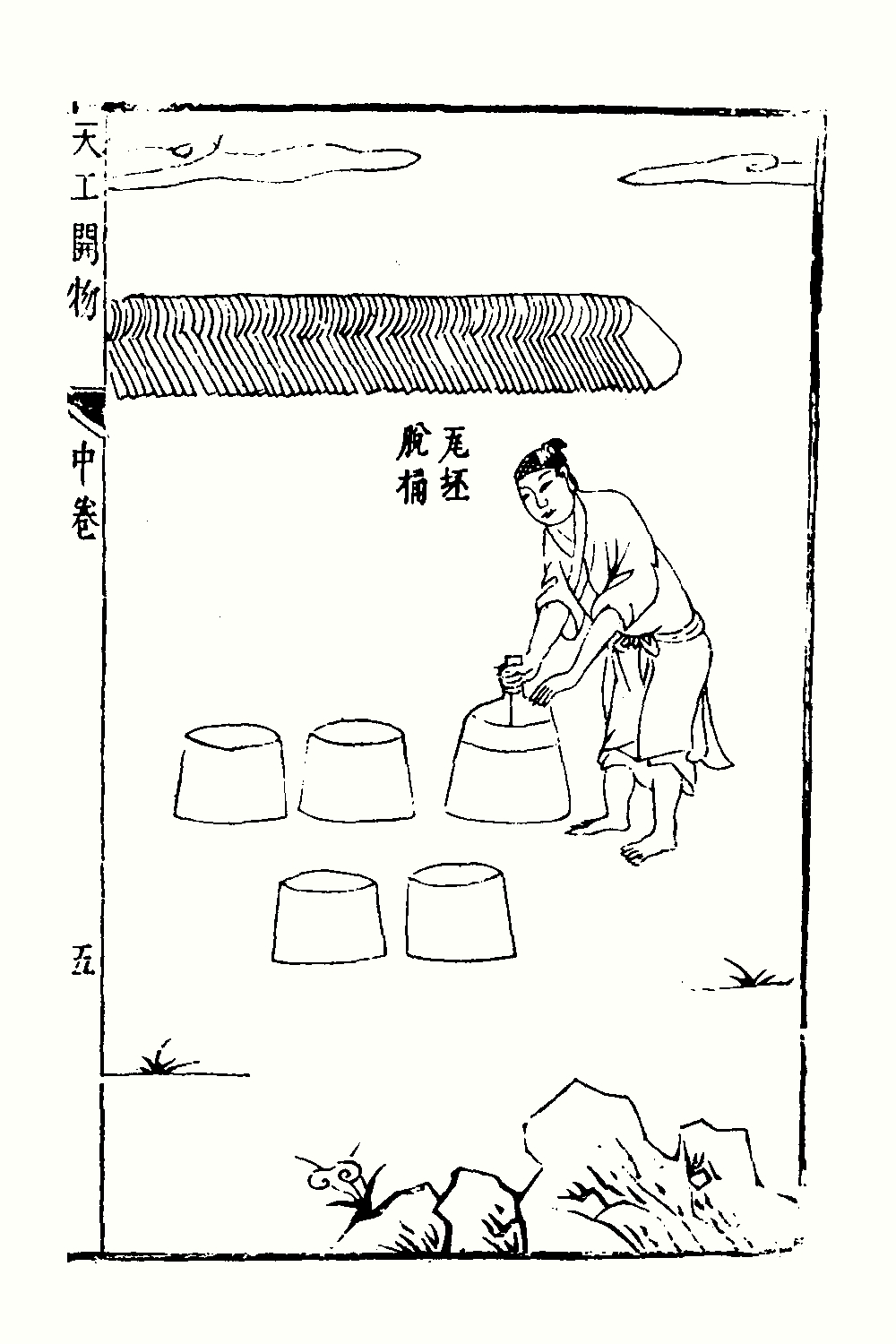
《天工开物》瓦坯脱桶

宋代制作琉璃瓦法载于《营造法式》，瓦坯的原料是灰白色的无沙坩子土，和泥造土坯。釉料的原料是黄丹助熔剂、洛河石（主要成分石英）和铜末着色剂。黄丹必须先经过炒炼，将黄丹加入黑锡、盆硝入镬炒炼一日，待冷却后捣成细末，用筛子筛出，再炒炼两日而成。将烧炼过的黄丹末和洛河石末铜末加水调匀成为釉料。将土坯入窑，温度在于1100-1200度之间，烧七日，冷透之后涂上釉料，第二次入窑，温度保持在800-900度，烧炼三日出窑。
二次烧炼制成的琉璃瓦，色彩鲜艳，光泽好，缺点是釉层不牢固，容易剥落。近年多采用一次烧炼法，出产的琉璃瓦，釉层牢固，不易剥落，但色泽较差。
明宋应星《天工开物》记载：“皇家宫殿用琉璃瓦，或为平板瓦，或为筒瓦，用园竹和木制模，逐片制造。土取自离北京三千里外的太平府。将土坯放入琉璃窑内，每一百片琉璃瓦用五千斤木柴。取出后上色，用无名异，棕榈毛等煎汁涂染成绿色，用黛赭石，松香，蒲草等涂成黄色，再入另一窑中，减火烧成琉璃宝色。”
明方以智《物理小识》记载，“北京烧琉璃砖瓦在阳德门，登封门；用坩子土，马牙石，入黑铅烧成…南京报恩寺琉璃塔中具五色，则方冈山琉璃门泥土所作也。”